# His Trust Fulfilled
His Trust Fulfilled è un cortometraggio muto del 1911 diretto da David W. Griffith. La storia riprende la vicenda raccontata in His Trust, il film precedente di Griffith, ed è ambientato quattro anni dopo, alla fine della guerra di secessione.

## Trama
La signora Frazier, la vedova del colonnello, muore lasciando la sua bambina al fedele George. Il servo negro, anni prima, ha accolto nella sua capanna la padrona dopo che la casa dei Frazier era andata distrutta da un incendio provocato dalla guerra. Ora George dovrà prendersi cura tutto da solo della piccola orfana. Anche se emancipato, il fedele servitore si priva di tutto pur di allevare degnamente la piccola. Solo quando questa, ormai grande, andrà sposa, il vecchio George riterrà di aver portato a termine il compito affidatogli dal colonnello. Ritornato solo alla capanna, gli resta come unico ricordo la spada del suo padrone.

## Produzione
Il film fu prodotto dalla Biograph Company e venne girato a Fort Lee, nel New Jersey.

## Distribuzione
Distribuito dalla General Company, il film - un cortometraggio di 17 minuti - uscì nelle sale il 19 gennaio 1911. Copia del film (negativo in nitrato a 35 mm) viene conservata negli archivi del Museum of Modern Art; un positivo a 35 mm è conservata alla Library of Congress.
Nel 1916, la Biograph fece uscire una riedizione delle due parti che componevano la storia, His Trust e His Trust Fulfilled, come un unico film in due bobine.

### Data di uscita
IMDb e Silent Era DVD
- USA	19 gennaio 1911
- USA	4 luglio 1916	 (riedizione)
- USA  2002  DVD